# Denderregio
De Denderregio is een van de 15 Vlaamse referentieregio's en bevindt zich in het oosten van de Belgische provincie Oost-Vlaanderen.
De volgende 14 gemeenten maken deel uit van de Denderregio:
- Aalst
- Berlare
- Buggenhout
- Denderleeuw
- Dendermonde
- Erpe-Mere
- Geraardsbergen
- Haaltert
- Hamme
- Lebbeke
- Lede
- Ninove
- Wichelen
- Zele

De regio omvat daarmee grote delen van de arrondissementen Aalst en Dendermonde, maar zonder de gemeenten Herzele, Laarne, Sint-Lievens-Houtem, Waasmunster, Wetteren en Zottegem.